# CF União de Lamas
El CF União de Lamas es un equipo de fútbol de Portugal que juega en el Campeonato de Portugal, la cuarta división nacional.

## Historia
Fue fundado el 1 de octubre de 1932 en la ciudad de Santa Maria da Feira en el distrito de Aveiro y es considerado como uno de los seis equipos grandes del distrito junto al SC Beira-Mar, SC Espinho, CD Feirense, UD Oliveirense y AD Sanjoanense. 
El club llegó a ser campeón de la desaparecida Tercera División de Portugal en tres ocasiones, pasando sus mejores años en la década de los años 1990 e inicios de los años 2000 donde llegó a jugar en la Liga de Honra donde su mejor ubicación llegó a ser un cuarto lugar en 1980, aunque en la segunda mitad de los años 2000 bajó a las ligas distritales.
El club está afiliado a la Associação de Futebol de Aveiro y ha participado en la AF Aveiro Cup. También ha participado en la Taça de Portugal en varias ocasiones.

## Palmarés
- Tercera División de Portugal: 3

1963/64, 1968/69, 2005/06
- Primera División de Aveiro: 3

1953/54, 1962/63, 2023/24
- Copa de Aveiro: 1

2022/23
- Supercopa de Aveiro: 1

2023